# Campeonato Europeo de Taekwondo de 2018
El XXIII Campeonato Europeo de Taekwondo se celebró en Kazán (Rusia) entre el 10 y el 13 de mayo de 2018 bajo la organización de la Unión Europea de Taekwondo (ETU) y la Federación Rusa de Taekwondo.
Las competiciones se realizaron en el pabellón de artes marciales Ak Bars de la ciudad rusa.

## Medallistas

### Masculino
| Evento         | Oro                           | Plata                          | Bronce                                                     |
| -------------- | ----------------------------- | ------------------------------ | ---------------------------------------------------------- |
| –54 kg (10.05) | Adrián Vicente Yunta · España | Magomed Gaguiyev · Rusia       | Deniz Dağdelen · Turquía · Vito Dell'Aquila · Italia       |
| –58 kg (10.05) | Mijail Artamonov · Rusia      | Jesús Tortosa Cabrera · España | Valeri Shimanov · Rusia · Stepan Dimitrov · Moldavia       |
| –63 kg (11.05) | Lovre Brečić · Croacia        | Hakan Reçber Turquía           | Bradly Sinden · Reino Unido · Deni Andrun · Croacia        |
| –68 kg (11.05) | Christian McNeish Reino Unido | Sarmat Tsakoyev · Rusia        | Viacheslav Minin · Rusia · Karol Robak · Polonia           |
| –74 kg (12.05) | Toni Kanaet · Croacia         | Muhammed Yıldız Turquía        | Piero Marić · Croacia · Peter Longobardi · Reino Unido     |
| –80 kg (12.05) | Maxim Jramtsov · Rusia        | Aaron Cook Moldavia            | Milad Beigi · Azerbaiyán · Richard Ordemann · Noruega      |
| –87 kg (13.05) | Vladislav Larin · Rusia       | Daniel Ros Gómez · España      | Ivan Trajkovič · Eslovenia · Alexander Bachmann · Alemania |
| +87 kg (13.05) | Radik İsayev Azerbaiyán       | Roman Kuznetsov · Rusia        | Yuri Kirichenko · Rusia · Oleg Kuznetsov · Rusia           |

### Femenino
| Evento         | Oro                            | Plata                          | Bronce                                                    |
| -------------- | ------------------------------ | ------------------------------ | --------------------------------------------------------- |
| –46 kg (10.05) | Rukiye Yıldırım Turquía        | Dina Pouryounes · Países Bajos | Jordyn Smith · Reino Unido · Iryna Romoldanova · Ucrania  |
| –49 kg (10.05) | Kristina Tomić · Croacia       | Natalia Antipenko · Rusia      | Patimat Abakarova Azerbaiyán Yasmina Aziez Francia        |
| –53 kg (11.05) | Tatiana Kudashova · Rusia      | Inese Tarvida Letonia          | Tijana Bogdanović · Serbia · Madeline Folgmann · Alemania |
| –57 kg (11.05) | Jade Jones Reino Unido         | Hatice Kübra İlgün Turquía     | Patrycja Adamkiewicz · Polonia · Marija Štetić · Croacia  |
| –62 kg (12.05) | İrem Yaman Turquía             | Marta Calvo Gómez · España     | Rabia Bachmann · Alemania · Kristina Beroš · Croacia      |
| –67 kg (12.05) | Lauren Williams Reino Unido    | Nur Tatar Turquía              | Polina Jan · Rusia · Daniela Rotolo · Italia              |
| –73 kg (13.05) | Nafia Kuş Turquía              | Arina Zhivotkova · Rusia       | Iva Radoš · Croacia · Cecilia Castro Burgos · España      |
| +73 kg (13.05) | Aleksandra Kowalczuk · Polonia | Bianca Walkden Reino Unido     | Sude Bulut · Turquía · Olga Ivanova · Rusia               |

## Medallero
| Núm. | País         | Oro | Plata | Bronce | Total |
| ---- | ------------ | --- | ----- | ------ | ----- |
| 1    | Rusia        | 4   | 5     | 6      | 15    |
| 2    | Turquía      | 3   | 4     | 2      | 9     |
| 3    | Reino Unido  | 3   | 1     | 3      | 7     |
| 4    | Croacia      | 3   | 0     | 5      | 8     |
| 5    | España       | 1   | 3     | 1      | 5     |
| 6    | Azerbaiyán   | 1   | 0     | 2      | 3     |
| 6    | Polonia      | 1   | 0     | 2      | 3     |
| 8    | Moldavia     | 0   | 1     | 1      | 2     |
| 9    | Letonia      | 0   | 1     | 0      | 1     |
| 9    | Países Bajos | 0   | 1     | 0      | 1     |
| 11   | Alemania     | 0   | 0     | 3      | 3     |
| 12   | Italia       | 0   | 0     | 2      | 2     |
| 13   | Eslovenia    | 0   | 0     | 1      | 1     |
| 13   | Francia      | 0   | 0     | 1      | 1     |
| 13   | Noruega      | 0   | 0     | 1      | 1     |
| 13   | Serbia       | 0   | 0     | 1      | 1     |
| 13   | Ucrania      | 0   | 0     | 1      | 1     |
|      | TOTAL        | 16  | 16    | 32     | 64    |